# سیارک ۳۰۸۲۹
سیارک ۳۰۸۲۹ (به انگلیسی: 30829 Wolfwacker، نامگذاری:1990TE9) سی هزار و هشتصد و بیست و نهمین سیارک کشف شده‌است که در ۱۰ اکتبر ۱۹۹۰ کشف شد.